# Fiano (uva)

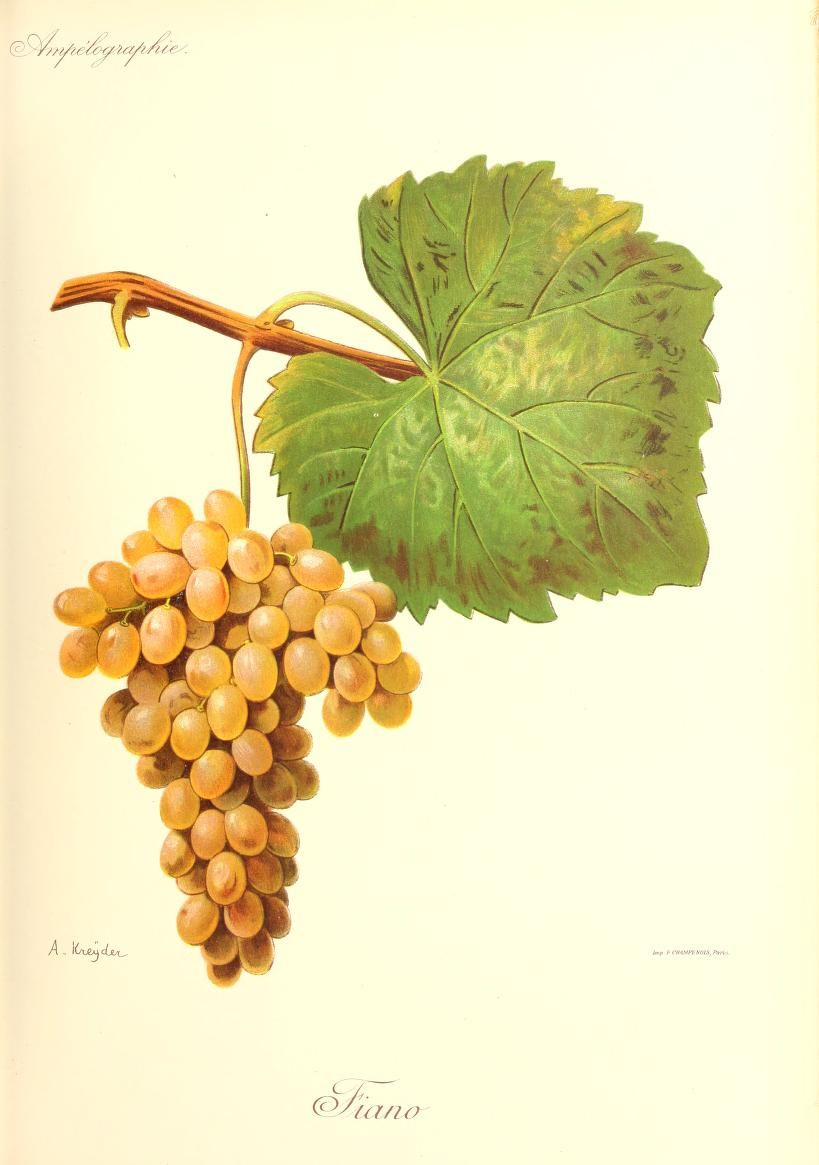
Racimo de fiano dibujado en la obra de Viala y Vermorel.

La fiano es una uva blanca italiana que crece sobre todo en la región de Campania y en la isla de Sicilia, Italia. En Campania, esta uva con mucho sabor se destaca sobre todo en los alrededores de Avellino, donde se produce el vino DOCG (Denominazione di Origine Controllata e Garantita) Fiano di Avellino. La uva tiene una extensa historia en la región de Campania y se cree que se usaba para producir el vino apianum en la Antigua Roma. Incluso hoy, está permitido que aparezca el nombre apianum en las etiquetas del vino DOCG Fiano di Avellino.

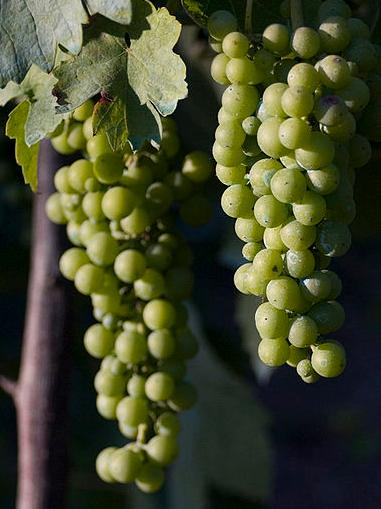
Uvas de fiano antes del envero.

Fuera de Italia, varios productores australianos han empezado a usar la uva. La producción parece que ha ido en aumento, aunque el número de viñedos sigue siendo pequeño. Un lugar de producción es el McLaren Vale de Australia Meridional. Más recientemente, algunos viticultures de Argentina están produciendo fiano en la región de La Rioja argentina y al norte de la región de Mendoza.
Tiene unos sabores fuertes y un intenso aroma. Esta vid destaca por producir rendimientos relativamente bajos.

## Historia
Los ampelógrafos y los historiadores del vino consideran que la fiano es una "vid clásica" del sur de Italia que se empleaba en la viticultura de la Antigua Roma y que, tal vez, pudiese incluso haber tenido sus orígenes en la Antigua Grecia. La experta en vino Jancis Robinson reseñó que algunos historiadores indicaban que la fiano podría haber sido la uva usada para el vino romano apianum, que era producido en las colinas que había en el entorno de Avellino. Este vino era producido por los romanos con una uva a la que llamaban vitis apiana. La palabra latina apiana significa abeja. Aún hoy, las abejas se sienten muy atraídas por la pulpa dulce de la uva fiano y están presentes en los viñedos del entorno de Avellino.
Las pequeñas uvas con pieles gruesas de fiano suelen producir muy poco zumo y esto hace que las vides tengan naturalmente pocos rendimientos. Esto hace que esta variedad sea poco rentable. Esta es la razón porque la que los cultivos de fiano descendieron significativamente durante los siglos XIX y XX. Los agricultores arrancaron esta vid para plantar vides de variedades como trebbiano y sangiovese, que producen una mayor cantidad de vino. No obstante, en los últimos años, la variedad ha disfrutado de un interés creciente en las regiones vitivinícolas del sur de Italia. Estas han visto un aumento de las inversiones en la modernización de las técnicas de vinificación y del equipamiento, así como un deseo de revitalizar las variedades nativas y clásicas.

## Regiones vinícolas
La uva fiano está muy asociada a la DOCG Fiano di Avellino. Aunque estuvo a punto de extinguirse a mediados del siglo XX, el interés en la variedad, en el que se destacaron productores como Mastroberardino, trajo un renacer de las plantaciones en el entorno de Avellino. Algunas de plantaciones más notables de fiano se encuentran situadas entre avellanos en las colinas de Avellino, y enólogos como Jancis Robinson han destacado que este vino tiene una ligera nota a avellana.
En el 2003 el entorno de Avellino recibió el estatos DOCG para la producción de un vino basado en la fiano. En la DOCG Fiano di Avellino al menos el 85% del vino debe estar hecho con fiano, pudiendo tener también greco, coda di Volpe y trebbiano. Las uvas destinadas a esta DOCG deben ser cosechadas con un rendimiento máximo de 10 toneladas por hectárea y fermentadas con un nivel de alcohol mínimo del 11,5%. Las leyes italianas permiten que los productores usen el nombre apianum en las etiquetas del vino DOCG Fiano di Avellino para mostrar su relación con ese histórico vino romano.

### Otros vinos DOC
La siguiente lista muestra las DOC (aparte de la DOCG Fiano di Avellino) que incluyen a la fiano como una variedad permitida, junto con otras variedades que pueden estar incluidas en diferentes porcentajes regulados por la DOC/DOCG.
- Aversa DOC: Sobre todo  Asprinio, con hasta un 15% de fiano y/u otra variedad local.
- Campi Flegrei DOC: Sobre todo falanghina, biancolella y coda di Volpe, con hasta un 30% permitido de fiano y/u otras variedades locales.
- Castel San Lorenzo DOC: Sobre todo trebbiano y malvasia, con hasta un 20% de fiano y/u otras variedades locales.
- Cilento DOC: Debe contener entre un 60-65% de fiano con un 20-30% de trebbiano, 10-15% de greco y/o malvasia y un máximo del 10% de otras variedades locales.
- Costa d'Amalfi DOC: Sobre todo falanghina y biancolella con hasta un 40% de fiano y/u otras variedades locales.
- Galluccio DOC: Sobre todo falanghina con hasta un 30% de fiano y/u otras variedades locales.
- Guardiolo DOC: Sobre todo falanghina con hasta un 30% de fiano y/u otras variedades locales.
- Ischia DOC: Sobre todo forastera, biancolella y san Lunardocon hasta un 15% de fiano y/u otras variedades locales.
- Locorotondo DOC: Sobre todo verdeca y bianco d'Alessano con hasta un 5% de fiano, bombino bianco y/o malvasia.
- Martina Franca DOC:Sobre todo verdeca y bianco d'Alessano con hasta un 5% de fiano, bombino bianco y/o malvasia.
- Monreale DOC: Sobre todo catarratto, ansonica e inzolia con hasta un 50% de fiano y/u otras variedades locales.
- Penisola Sorrentina DOC: Sobre todo falanghina, biancolella y greco con hasta un 40% de fiano y/u otras variedades locales.
- Sannio DOC: Sobre todo trebbiano con hasta un 50% de fiano, samnium-aglianico, moscatel, coda di Volpe, falanghina y greco.
- Sant'Ágata dei Goti DOC: Sobre todo falanghina y greco con hasta un 20% de fiano y/u otras variedades locales.
- Solopaca DOC: Sobre todo trebbiano, malvasia o coda di Volpe con hasta un 10% de fiano y/u otras variedades locales.
- Taburno DOC: Sobre todo trebbiano y falanghina con hasta un 30% de fiano y/u otras variedades locales.

## Vinos

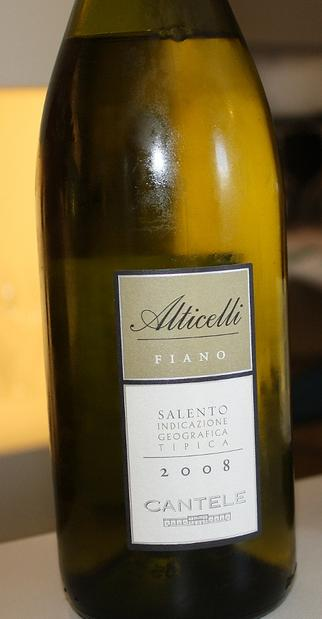
Un vino de fiano de Salento, península de Apulia.

De acuerdo con Jancis Robison, Fiano puede envejecer y convertirse en un vino valioso. Tiene potencial para desarrollarse en la botella durante varios años tras la cosecha. Cuando es joven, tiene un sabor intenso y aromático, con notas a miel. Con el tiempo desarrolla sabores más picantes y notas a nuez. Las nuevas técnicas de vinificación han puesto su énfases en limitar la oxidación y preservar la frescura, mejorando la calidad del vino de fiano a lo largo de los años. No obstante, algunos productores siguen realizando una vinificación más tradicional, y producen vinos pesados y propensos a la oxidación prematura.
En opinión del experto en vino Oz Clarke, los buenos ejemplares de las buenas cosechas de fiano podrían tener una agradable cantidad de peso en el paladar y un aroma floral, con notas a miel y a especias, con potencial para seguir mejorando durante la crianza en botella.
El vino italiano Fiano di Avellino suele ser descrito como un vino pálido y de color pajizo con fuertes aromas a especias y notas florales. Al paladar, estas notas aromáticas a menudo van acompañadas de notas a miel, avellana y nuez.

## Sinónimos
A lo largo de los años, la fiano ha sido conocida con varios sinónimos, como apiana, apiano, fiana, fiano di Avellino, fiore mendillo, foiano, latina bianca, latina bianca di Barletta, latino, latino bianco, minutola, minutolo y santa Sofía.